# Chiropsalmus zygonema
Chiropsalmus zygonema är en nässeldjursart som beskrevs av Ernst Haeckel 1880. Chiropsalmus zygonema ingår i släktet Chiropsalmus och familjen Chiropsalmidae. Inga underarter finns listade i Catalogue of Life.